# Tryphon thoracicus
Tryphon thoracicus är en stekelart som beskrevs av Stephens 1835. Tryphon thoracicus ingår i släktet Tryphon och familjen brokparasitsteklar. Inga underarter finns listade i Catalogue of Life.